# 778 هـ
778 هـ هي سنة في التقويم الهجري امتدت مقابلةً في التقويم الميلادي بين سنتي 1376 و1377.

## وفيات
- سلمان الساوجي
- ناظر الجيش
- محمد بن سعيد الرعيني